# 라이트 (프로게이머)
라이트(본명: 권순호, 1998년 1월 19일 ~ )는 대한민국의 리그 오브 레전드 프로게이머로 아이디는 Light이다. 포지션은 AD 캐리이다.

## 선수 생활
2018년 12월 13일, 팀 다이나믹스에 입단하면서 프로 커리어를 시작했다. 다이나믹스에서 팀의 승강전행에 기여했다. 승강전에서는 한화생명 e스포츠를 상대로 펜타킬을 따기도 했지만 팀은 승격에 실패했다.
2020시즌을 앞두고 진에어 그린윙스에 입단했다. 2020시즌 진에어의 주전으로 활약했다. 2020년 11월 17일, 소속팀인 진에어가 해체함에 따라 팀을 퇴단했다.

## 소속팀
| # | 팀명            | 소속 기간             | 소속 리그 | 비고 |
| - | --------------- | --------------------- | --------- | ---- |
| 1 | 팀 다이나믹스   | 2018.12.13~2019.11.19 | CK        |      |
| 2 | 진에어 그린윙스 | 2019.11.19~2020.11.17 | CK        |      |

## 수상 내역
- 제닉스 리그 오브 레전드 챌린저스 코리아 스프링 2019 우승
- 제닉스 리그 오브 레전드 챌린저스 코리아 서머 2019 우승
- 리그 오브 레전드 챌린저스 코리아 서머 2020 준우승